# Thermopsis gyirongensis
Thermopsis gyirongensis là một loài thực vật có hoa trong họ Đậu. Loài này được S.Q.Wei miêu tả khoa học đầu tiên.